# 김포시의 국회의원

## 행정구역 변천
- 1945년 8월 15일 경기도 김포군
- 1963년 1월 1일 김포군 양동면·양서면이 서울특별시 영등포구에 편입
- 1973년 7월 1일 부천군 오정면·계양면이 김포군에 편입
- 1975년 10월 1일 김포군 오정면이 부천시에 편입
- 1983년 2월 15일 김포군 양촌면 마송리·도사리·수참리, 월곳면 옹정리·고정리·서암리·귀전리·동을산리, 대곳면 가현리에 통진면 신설
- 1989년 1월 1일 김포군 계양면이 인천직할시 북구에 편입
- 1995년 3월 1일 김포군 검단면이 인천광역시 서구에 편입
- 1998년 4월 1일 김포군이 김포시로 승격, 김포읍 폐지

## 김포시의 역대 국회의원 일람
| 대수         | 이름           | 소속정당           | 임기                               | 선거구역                                                                            |
| ------------ | -------------- | ------------------ | ---------------------------------- | ----------------------------------------------------------------------------------- |
| 제1대        | 정준(鄭濬)     | 대한독립촉성국민회 | 1948년 5월 31일 ~ 1950년 5월 30일  | 김포군 일원                                                                         |
| 제2대        | 이교승(李敎承) | 국민회             | 1950년 5월 31일 ~ 1954년 5월 30일  | 김포군 일원                                                                         |
| 제3대        | 정준(鄭濬)     | 자유당             | 1954년 5월 31일 ~ 1958년 5월 30일  | 김포군 일원                                                                         |
| 제4대        | 정준(鄭濬)     | 자유당             | 1958년 5월 31일 ~ 1960년 7월 28일  | 김포군 일원                                                                         |
| 제5대 민의원 | 정준(鄭濬)     | 무소속             | 1960년 7월 29일 ~ 1960년 12월 5일  | 김포군 일원                                                                         |
| 제5대 민의원 | 허길(許佶)     | 민주당             | 1961년 2월 11일 ~ 1961년 5월 16일  | 김포군 일원                                                                         |
| 제6대        | 이돈해(李暾海) | 민주공화당         | 1963년 12월 17일 ~ 1967년 6월 30일 | 김포군·강화군 일원                                                                  |
| 제7대        | 김재소(金在紹) | 민주공화당         | 1967년 7월 1일 ~ 1971년 6월 30일   | 김포군·강화군 일원                                                                  |
| 제8대        | 김재춘(金在春) | 민중당             | 1971년 7월 1일 ~ 1972년 10월 17일  | 김포군·강화군 일원                                                                  |
| 제9대        | 김재춘(金在春) | 민주공화당         | 1973년 3월 12일 ~ 1979년 3월 11일  | 고양군·김포군·강화군 일원(제7선거구)                                                |
| 제9대        | 김유탁(金裕琸) | 민주공화당         | 1973년 3월 12일 ~ 1979년 3월 11일  | 고양군·김포군·강화군 일원(제7선거구)                                                |
| 제10대       | 오홍석(吳洪錫) | 신민당             | 1979년 3월 12일 ~ 1980년 10월 27일 | 고양군·김포군·강화군 일원(제7선거구)                                                |
| 제10대       | 김유탁(金裕琸) | 민주공화당         | 1979년 3월 12일 ~ 1980년 10월 27일 | 고양군·김포군·강화군 일원(제7선거구)                                                |
| 제11대       | 신능순(申能淳) | 민주정의당         | 1981년 4월 11일 ~ 1985년 4월 10일  | 부천시·김포군·강화군 일원                                                           |
| 제11대       | 오홍석(吳洪錫) | 민주한국당         | 1981년 4월 11일 ~ 1985년 4월 10일  | 부천시·김포군·강화군 일원                                                           |
| 제12대       | 안동선(安東善) | 신한민주당         | 1985년 4월 11일 ~ 1988년 5월 29일  | 부천시·김포군·강화군 일원                                                           |
| 제12대       | 박규식(朴珪植) | 민주정의당         | 1985년 4월 11일 ~ 1988년 5월 29일  | 부천시·김포군·강화군 일원                                                           |
| 제13대       | 정해남(丁海男) | 민주정의당         | 1988년 5월 30일 ~ 1992년 5월 29일  | 김포군·강화군 일원                                                                  |
| 제14대       | 김두섭(金斗燮) | 통일국민당         | 1992년 5월 30일 ~ 1996년 5월 29일  | 김포군·강화군 일원                                                                  |
| 제15대       | 박종우(朴宗雨) | 무소속             | 1996년 5월 30일 ~ 2000년 5월 29일  | 김포군 일원                                                                         |
| 제16대       | 박종우(朴宗雨) | 새천년민주당       | 2000년 5월 30일 ~ 2004년 5월 29일  | 김포시 일원                                                                         |
| 제17대       | 유정복(劉正福) | 한나라당           | 2004년 5월 30일 ~ 2008년 5월 29일  | 김포시 일원                                                                         |
| 제18대       | 유정복(劉正福) | 한나라당           | 2008년 5월 30일 ~ 2012년 5월 29일  | 김포시 일원                                                                         |
| 제19대       | 유정복(劉正福) | 새누리당           | 2012년 5월 30일 ~ 2014년 5월 15일  | 김포시 일원                                                                         |
| 제19대       | 홍철호(洪哲鎬) | 새누리당           | 2014년 7월 31일 ~ 2016년 5월 29일  | 김포시 일원                                                                         |
| 제20대       | 김두관(金斗官) | 더불어민주당       | 2016년 5월 30일 ~ 2020년 5월 29일  | 김포시 갑: 고촌읍, 김포1동, 사우동, 풍무동, 장기동                                  |
| 제20대       | 홍철호(洪哲鎬) | 새누리당           | 2016년 5월 30일 ~ 2020년 5월 29일  | 김포시 을: 통진읍, 양촌읍, 대곶면, 월곶면, 하성면, 김포2동, 구래동, 운양동          |
| 제21대       | 김주영(金周暎) | 더불어민주당       | 2020년 5월 30일 ~ 2024년 5월 29일  | 김포시 갑: 고촌읍, 김포본동, 사우동, 풍무동, 장기동                                 |
| 제21대       | 박상혁(朴商赫) | 더불어민주당       | 2020년 5월 30일 ~ 2024년 5월 29일  | 김포시 을: 통진읍, 양촌읍, 대곶면, 월곶면, 하성면, 장기본동, 마산동, 구래동, 운양동 |
| 제22대       | 김주영(金周暎) | 더불어민주당       | 2024년 5월 30일 ~                  | 김포시 갑: 고촌읍, 김포본동, 사우동, 풍무동, 장기동                                 |
| 제22대       | 박상혁(朴商赫) | 더불어민주당       | 2024년 5월 30일 ~                  | 김포시 을: 통진읍, 양촌읍, 대곶면, 월곶면, 하성면, 장기본동, 마산동, 구래동, 운양동 |

## 같이 보기
- 김포군·강화군
- 김포시 (선거구)
- 김포시 갑
- 김포시 을
- 서울 영등포구의 국회의원
- 서울 강서구의 국회의원
- 서울 양천구의 국회의원
- 서울 구로구의 국회의원
- 부천시의 국회의원
- 강화군의 국회의원
- 인천 계양구의 국회의원
- 인천 부평구의 국회의원
- 인천 서구의 국회의원